# 국도 제14호선 (미국)

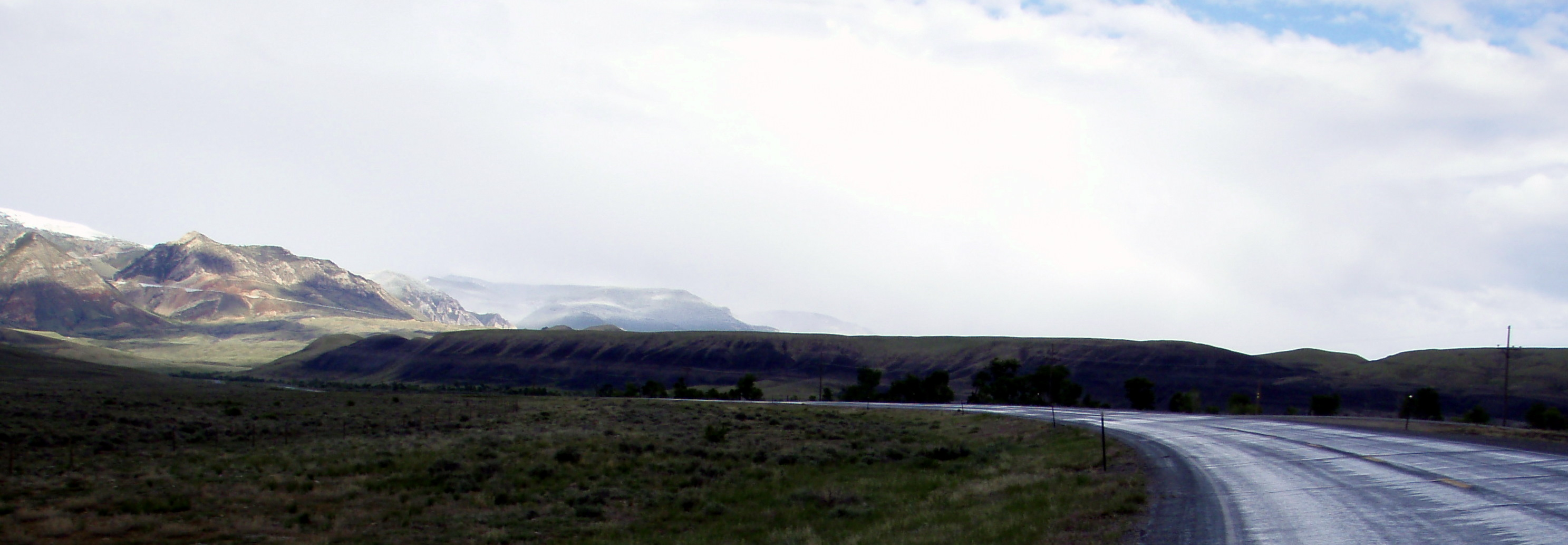
와이오밍주를 통과하고 있는 미국 14번 국도는 해당 주의 서쪽에서 빅혼 산맥을 마주하고 있다.

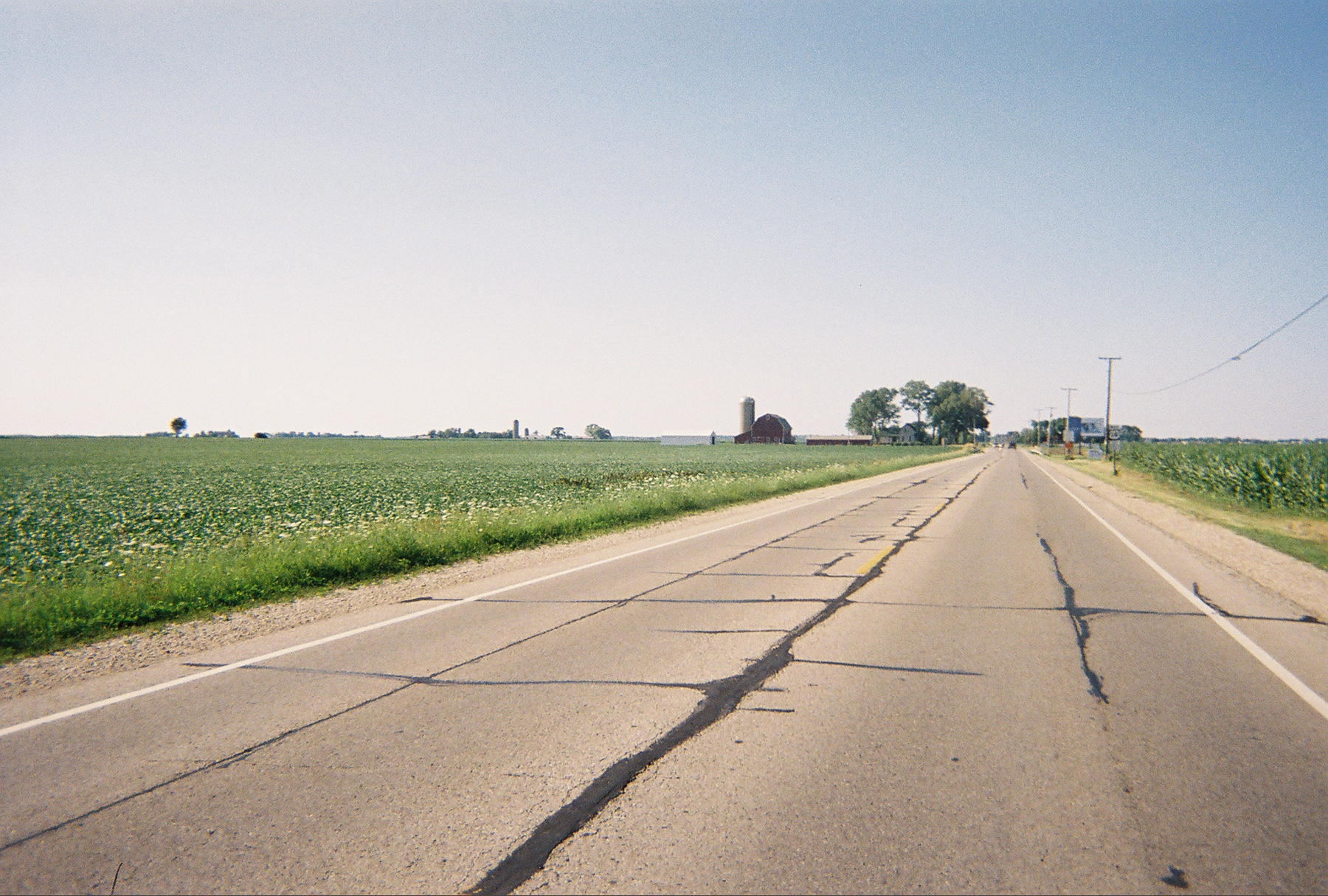
일리노이주와 위스콘신주의 주계선을 마주하고 있는 US 14

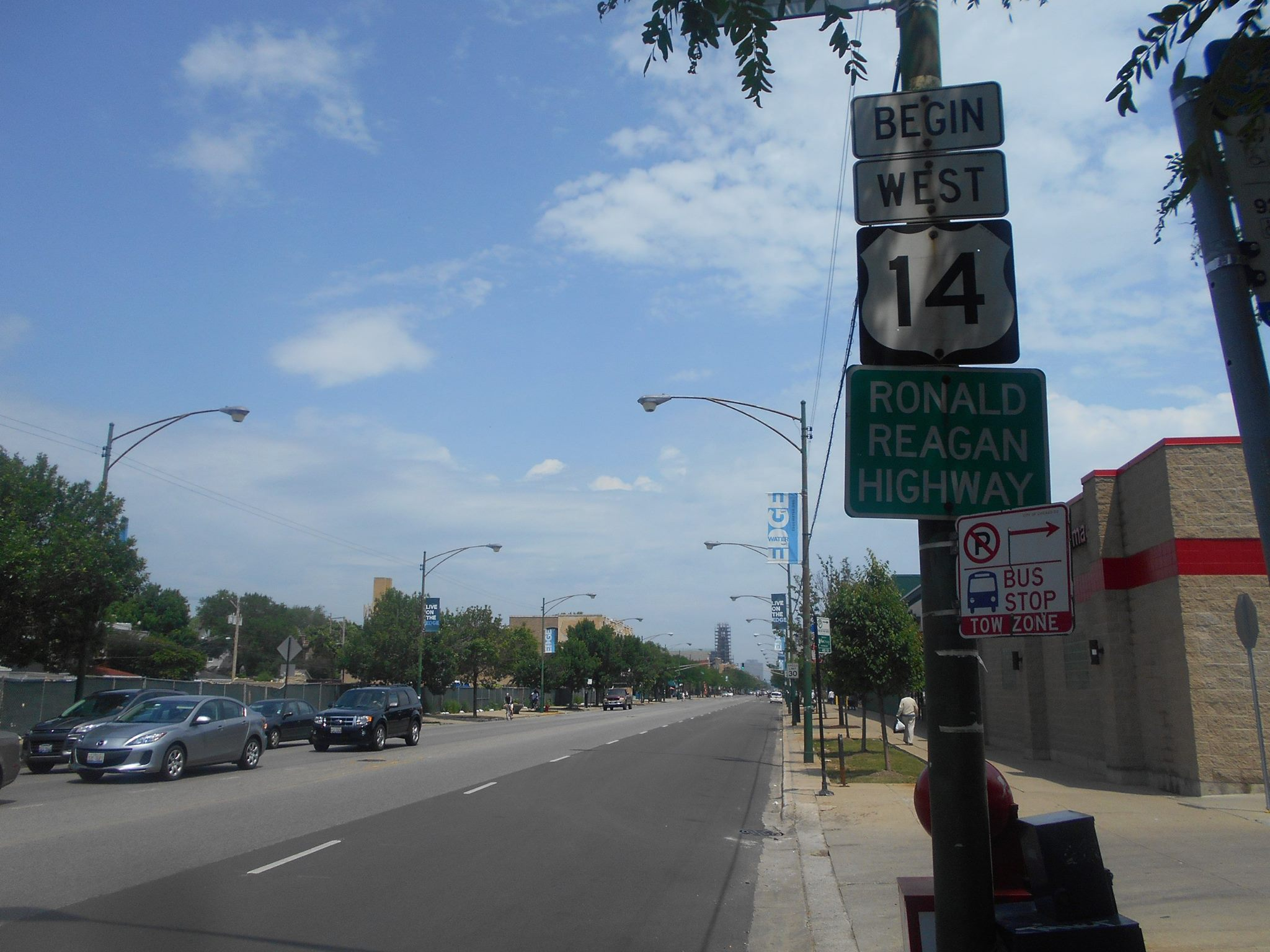
시카고의 서쪽에서 시작하고 있는 US 14

국도 제14호선(U.S. Route 14)은 와이오밍주의 옐로스톤 국립공원에서 시작하여 사우스다코타주, 미네소타주, 위스콘신주를 거쳐 일리노이주의 시카고까지 이르는 미국의 일반 국도로, 총 연장은 1,398 마일 (2,250 km)이다. 그러나 대다수의 구간 중 상당수가 주간고속도로 제90호선과 병주하고 있는 도로이기도 하다. 또한 2004년을 기준으로 해당 국도의 종점은 일리노이주 시카고이다. 그리고 기점인 와이오밍주의 옐로스톤 국립공원에서는 국도 제16호선이 서쪽에서 만나게 되며, 동쪽에서는 국도 제20호선과 접촉한다. 또한 역사적으로 이 도로는 본디부터 블랙 앤드 옐로 트레일이라는 명칭을 부여하였으며, 당시 구간으로는 미네소타, 블랙힐스, 옐로스톤 국립공원 등을 연결시켰던 이름이 명명된 것으로 나와 있다.

## 통과하는 주
- 와이오밍주
- 사우스다코타주
- 미네소타주
- 위스콘신주
- 일리노이주

## 통과하는 도로

### 주간고속도로
- 주간고속도로 제90호선
- 주간고속도로 제190호선
- 주간고속도로 제29호선
- 주간고속도로 제35호선
- 주간고속도로 제39호선
- 주간고속도로 제43호선
- 주간고속도로 제294호선
- 주간고속도로 제94호선

### 일반 국도
- 국도 제16호선
- 국도 제20호선
- 국도 제310호선
- 국도 제87호선
- 국도 제85호선
- 국도 제83호선
- 국도 제281호선
- 국도 제81호선
- 국도 제75호선
- 국도 제59호선
- 국도 제71호선
- 국도 제169호선
- 국도 제218호선
- 국도 제52호선
- 국도 제63호선
- 국도 제61호선
- 국도 제53호선
- 국도 제12호선
- 국도 제18호선
- 국도 제151호선
- 국도 제51호선
- 국도 제45호선
- 국도 제41호선

## 같이 보기
- 미국 국도 제14호선의 특수 노선(영어판)